# Flemming
|  | Denne artikel omhandler drengenavnet Flemming. For den uddøde adelsslægt, se Flemming (adelsslægt); Flemming er også en landsby i Hornborg Sogn, Hedensted Kommune. |
Flemming – drengenavn; betyder flamlænder.

## Kendte personer med navnet
- Grev Flemming af Rosenborg
- Flemming Hvidberg, dansk politiker.
- Flemming Jensen, dansk skuespiller.
- Flemming Juncker, dansk modstandsmand og direktør.
- Flemming "Bamse" Jørgensen, dansk popsanger
- Flemming B. Muus, dansk modstandsmand.
- Flemming John Olsen, dansk filmproducent.
- Flemming Kofod-Svendsen, dansk sognepræst og folketingsmedlem og minister
- Flemming Østergaard, dansk erhvervsmand.